# Adolescența (roman)
Adolescența este al doilea roman din trilogia autobiografică a scriitorului rus Lev Tolstoi, fiind precedată de Copilăria (roman) și urmată de Tinerețea (roman). A fost publicată pentru prima oară în jurnalul rusesc Sovremennik în 1854. 